# 克洛伊·拉卡斯
克洛伊·拉卡斯（法語：Cloé Lacasse，1993年7月7日—）是一名加拿大職業女子足球員，司職前鋒，現效力國家女子足球聯賽球隊猶他皇家；2021年首次入選加拿大女足。

## 生平

### 國家隊生涯
拉卡斯在2019年6月獲得冰島國籍。當時的冰島女足主教練容·索爾·侯克松表示會考慮徵召拉卡斯進入大名單。但同年7月，侯克松表示拉卡斯還不符合國際足聯的相關規定，無法加入冰島女足。
2021年4月，拉卡斯決定為出生地加拿大的女足國家隊效力。此後她在客場挑戰墨西哥女足的練習賽上首次亮相。
2022年2月，拉卡斯入選加拿大女足出戰阿諾德·克拉克盃的大名單。

## 榮譽
- 韦斯特曼纳岛
  - 冰島超級盃冠軍：2018
  - 冰島盃冠軍：2017
  - 冰島女足聯賽冠軍：2016
- 本菲卡
  - 葡萄牙全國女子足球錦標賽（葡萄牙语：Campeonato Nacional de Futebol Feminino）冠軍：2020-2021
  - 葡萄牙女子足球聯賽盃（葡萄牙语：Taça da Liga Feminina）冠軍：2019-2020、2020-2021